# Хустская и Виноградовская епархия
Ху́стская и Виногра́довская епархия — епархия Украинской православной церкви  с центром в Хусте Закарпатской области Украины. Правящий архиерей — митрополит Марк (Петровцы).
Учреждена в 1994 году; объединяет приходы и монастыри Украинской православной церкви Московского Патриархата на территории Виноградовского, Межгорского, Раховского, Тячевского, Хустского районов Закарпатской области.

## Предыстория
Христианство в Закарпатье появилось, вероятно, еще в первые столетия после Христа, когда здесь селились колонисты из Римской империи. Известно, что на Первом Вселенском Соборе в 325 году присутствовал епископ Дакийский, а историческая область Мармарош частично принадлежала Дакии. Православие распространилось в Закарпатье, особенно после 863 года, благодаря проповеднической деятельности братьев Кирилла и Мефодия в соседних Моравии и Паннонии. В 880—890-е годы столетия ученики святых братьев были изгнаны из Моравии, многие из них нашли приют в Закарпатье, и считаются здесь основателями христианства.
После учреждения Мукачевской епархии в 940 году земли нынешней Хустской епархии вошли в её состав и разделили её непростую судьбу на протяжении столетий, в начале в составе Киевской Руси, а затем сохраняя православную веру и предание, несмотря на почти неизменную враждебность со стороны светских властителей, исповедовавших католичество или протестантизм. К середине XVIII века православная иерархия в крае была уничтожена и лишь в начале XX века зародилось народное движение за возвращение к православию. Австро-венгерские власти препятствовали его распространению и организовали преследования. В 1903—1904 годах был организован первый Мармарош-Сигетский процесс на котором семеро православных исповедников были осуждены к различным срокам тюремного заключения. Во второй половине 1913 года уже 32 человека были арестованы за переход в православие. Второй Мармарош-Сигетский процесс завершился 3 марта 1914 года открытым осуждением перешедших в православие исключительно за религиозные убеждения.
По окончании Первой мировой войны и с распадом Австро-Венгерской империи Закарпатье вошло в состав Чехословакии на правах автономной части республики. С 1945 года Мукачевская епархия вошла в состав Русской православной церкви, находясь с 1990 года в Украинской православной церкви Московского Патриархата.

## Общие сведения
Хустская епархия была образована по решению Священного Синода Украинской православной церкви от 29 июля 1994 года, будучи выделенной из Мукачевской. Территория её ныне охватывает города и села, расположенные в восточной части Закарпатья — то есть в Виноградовском, Межгорском, Раховском, Тячевском и Хустском районах Закарпатской области. Кафедральный город епархии — Хуст, кафедральные соборы — Кирилло-Мефодиевский (Хуст) и Свято-Троицкий (Виноградов).
В Хустско-Виноградовской епархии в 2000 году было 172 прихода и 11 монастырей, в 2004 году — 213 приходов, 276 священнослужителей (266 священников, 10 диаконов). В состав епархии входят 15 благочиннических округов:
Березовский, Великобычковский, Вильховский, Виноградовский, Вониговский, Дубовский, Келечинский, Королёвский, Межгорский, Раховский, Синевирский, Сокирницкий, Солотвинский, Тячевский, Хустский. В Хустской епархии работает
Хустское духовное училище (Виноградовский р-н, с. Великие Комяты) и воскресные школы почти при каждом храме, выходит епархиальная газета «Духовна криниця Карпат» («Духовный колодец Карпат»).
16 сентября 2014 года решением Священного Синода УПЦ МП епископу Антонию (Боровику) определено быть епископом Угольским, викарием Хустской епархии.

## Монастыри
- Монастырь во имя святого Симеона (мужской; Виноградов)
- Монастырь в честь Вознесения Христова (женский; село Чумалево)
- Монастырь во имя святого Георгия в с. Кривое (мужской)
- Монастырь во имя Илии пророка в с. Терново (мужской)
- Монастырь во имя святого апостола Иоанна Богослова в с. Копашнево-Поляна (женский)
- Монастырь во имя святого пророка Иоанна Предтечи в с. Бедевля (мужской)
- Монастырь во имя святого Михаила в с. Драгово-Забродь (женский)
- Монастырь в честь иконы Божией Матери «Нечаянная Радость» в с. Колочава (мужской)
- Свято-Николаевский Карповтлашский монастырь (мужской; село Карповтлаш, Хустский район)
- Монастырь в честь Преображения Господня в с. Теребля (мужской)
- Монастырь в честь Рождества Пресвятой Богородицы в с. Липча (женский)
- Пустынь во имя святого Сергия в с. Грушево (мужская)
- Монастырь во имя святого Стефана в с. Крайниково (мужской)
- Монастырь в честь Успения Пресвятой Богородицы в с. Угля (женский)
- Монастырь во имя великомученика Пантелеимона в г. Хуст-Городилово (мужской)
- Монастырь во имя Святой Троицы в г. Хуст-Городилово (мужской)

## Епархиальные архиереи
- епископ Мефодий (Петровцы) (30 июля 1994 — 22 ноября 1998)
- епископ Агапит (Бевцик) (22 ноября 1998 — 26 июля 2000)
- архиепископ (до 24 августа 2004 — епископ) Иоанн (Сиопко) (26 июля 2000 — 22 ноября 2006)
- епископ Ипполит (Хилько) (22 ноября 2006 — 14 декабря 2007)
- митрополит (до 28 августа 2014 — архиепископ) Марк (Петровцы) (с 14 декабря 2007)

### Викарии
- Антоний (Боровик), епископ Угольский (16 сентября 2014 — 3 апреля 2019)
- Симеон (Голубка), архиепископ (до 17 августа 2024 — епископ) Угольский (с 7 апреля 2019)
- Марк (Куштан), епископ Раховский (с 30 марта 2025)